# 李杰 (1973年)
李傑（1973年2月—），浙江金华人，中国移动靶射击运动员。

## 生涯
1991年在浙江省射击队开始训练，2003年取得克罗地亚射击世界杯亚军，米兰射击世界杯总决赛冠军。2004年亚洲射击竞标赛移动靶3项冠军，一项季军。一度丧失参加雅典奥运会的资格，然而由于杨凌赛前受伤，李杰幸运得替补登场。2004年雅典奥运会移动靶比赛中，他以675.8环排名第六。雅典奥运会后，国际奥委会宣布2008奥运会取消男子10米移动靶项目。
目前，他是新加坡公民。现在是一名教练，担任了莱佛士女子学校和莱佛士书院的射击教练。 在2023年，他回归了移动靶训练，也前往2023年巴库移动靶世界杯，也得到参赛资格，代表新加坡参加杭州2022亚运会。